# Порнасио
Порна̀сио (на италиански: Pornassio; на лигурски: Purnasce, Пурнаше) е село и община в Северна Италия, провинция Империя, регион Лигурия. Разположено е на 630 m надморска височина. Населението на общината е 576 души (към 2011 г.).